# Come on Over (album Shania Twain)
Come on Over è il terzo album in studio della cantante canadese Shania Twain, pubblicato il 4 novembre 1997. Si tratta del secondo album più venduto nella storia da una cantante femminile, ed è inoltre il disco country più venduto della storia della musica.
Anche se l'album non riuscì ad arrivare alla prima posizione nella Billboard Hot 100, rimase per 151 settimane nella Top 100, venendo certificato con due dischi di diamante negli Stati Uniti d'America e vendendo circa 39 milioni di copie in tutto il mondo.

## Descrizione
La seguente descrizione prende in esame le canzoni secondo l'ordine della tracklist europea. L'album si apre con "You're Still the One", una delicata ma appassionata ballata country pop dedicata ad un amore che dura nel tempo, a dispetto dei pronostici di terzi. Segue "When", un corposo pezzo rock definito il preferito del disco da Shania stessa, in cui la cantante parla invece di una relazione interrotta. "From This Moment On" è una intensa ballata power pop supportata da chitarre acustiche e archi che narra dell'attimo in cui la protagonista si accorge di amare una persona e capisce che la sua vita sarà per sempre legata a lui. "Black Eyes, Blue Tears" rientra nei canoni del country più classico. "I Won't Leave You Lonely" è un romantico brano country alla fisarmonica che rievoca una calda notte d'estate. "I'm Holding On to Love" è un'energica e spensierata ode all'amore in chiave pop rock. "Come On Over" fonde elementi di country e di musica reggae creando un'atmosfera rilassata e solare, in cui Shania invita l'ascoltatore ad un "viaggio" con lei, con testi positivi riferiti all'amicizia; Billboard la definì un "gioioso invito alla sopravvivenza e al controllo della propria vita avvolto in un succulento involucro musicale"." "You've Got a Way" è una ballata pop romantica e sofisticata, dalle atmosfere rarefatte, presente nella colonna sonora del film Notting Hill. "Whatever You Do!" è un pezzo country rock ritmato in cui la protagonista prega il suo uomo di non farla impazzire. "Man! I Feel like a Woman!" è un brano country e dance-rock, un inno all'amicizia e alla solidarietà femminile, nel cui testo Shania descrive una serata di divertimento fuori casa con le amiche. "Love Gets Me Everytime" è un brano country rock in cui la protagonista dichiara di avere una cotta per un uomo e commenta come l'amore riesca sempre a trovarla. "Don't Be Stupid" è un allegro pezzo country in cui Shania dice al proprio uomo che lo ama e che le gelosie di lui, talvolta compulsive, sono del tutto immotivate. In "That Don't Impress Me Much", presente sul CD europeo in versione dance, Shania considera più pretendenti, tutti uomini che si reputano molto "appetibili" perché belli, intelligenti o muniti di automobile, quando lei in realtà cerca qualcuno che abbia il "tocco" giusto e che la riscaldi nelle "fredde e lunghe notti". "Honey I'm Home" descrive su una cadenzata base country uno spaccato di vita domestica, in cui la protagonista rincasa dal suo uomo dopo una brutta giornata al lavoro. "If You Wanna Touch Her, Ask!" vede la voce sensuale di Shania che spiega su una base pop rock agli uomini come approcciare le donne in modo corretto. "Rock This Country!" è un inno country da concerto, in cui Shania Twain anticipa in qualche modo il suo Come On Over Tour dicendo che raggiungerà i suoi fan in tutti gli angoli d'America; Billboard la definì una canzone "che risulta spontanea per i giovani ascoltatori di musica country" e un'ode al fine settimana".

## Accoglienza
| Recensione           | Giudizio |
| -------------------- | -------- |
| About.com            | [ 26 ]   |
| Allmusic             | [ 27 ]   |
| Chicago Tribune      | [ 28 ]   |
| Entertainment Weekly | B+       |
| Robert Christgau     | A-       |
| Rolling Stone        | [ 31 ]   |

L'album ricevette ottime recensioni da parte della critica. AllMusic apprezzò il disco per essersi allontanato con successo dagli stereotipi della musica country tradizionale quali la concisione musicale e un'immagine chiassosa honkey-tonk; Shania Twain fu lodata per aver dato vita ad un album con il giusto gusto pop/rock e country. Entertainment Weekly apprezzò l'album per il suo apporto di influenze rock senza intaccare la sua sensibilità country.

## Tracce
Versione Internazionale
Testi e musiche di Shania Twain e Robert John "Mutt" Lange.
1. You're Still the One – 3:32
2. When – 3:37
3. From This Moment On – 4:51
4. Black Eyes, Blue Tears – 3:36
5. I Won't Leave You Lonely – 4:06
6. I'm Holdin' On to Love (To Save My Life) – 3:26
7. Come on Over – 2:53
8. You've Got a Way – 3:19
9. Whatever You Do! Don't! – 3:48
10. Man! I Feel like a Woman! – 3:53
11. Love Gets Me Every Time – 3:32
12. Don't Be Stupid (You Know I Love You) – 3:33
13. That Don't Impress Me Much – 3:58
14. Honey, I'm Home – 3:33
15. If You Wanna Touch Her, Ask! – 4:13
16. Rock This Country! – 4:26

- La versione internazionale, dovendo adattarsi ai gusti europei ed australiani, è stata re-mixata per rendere l'album più pop.

## Successo commerciale

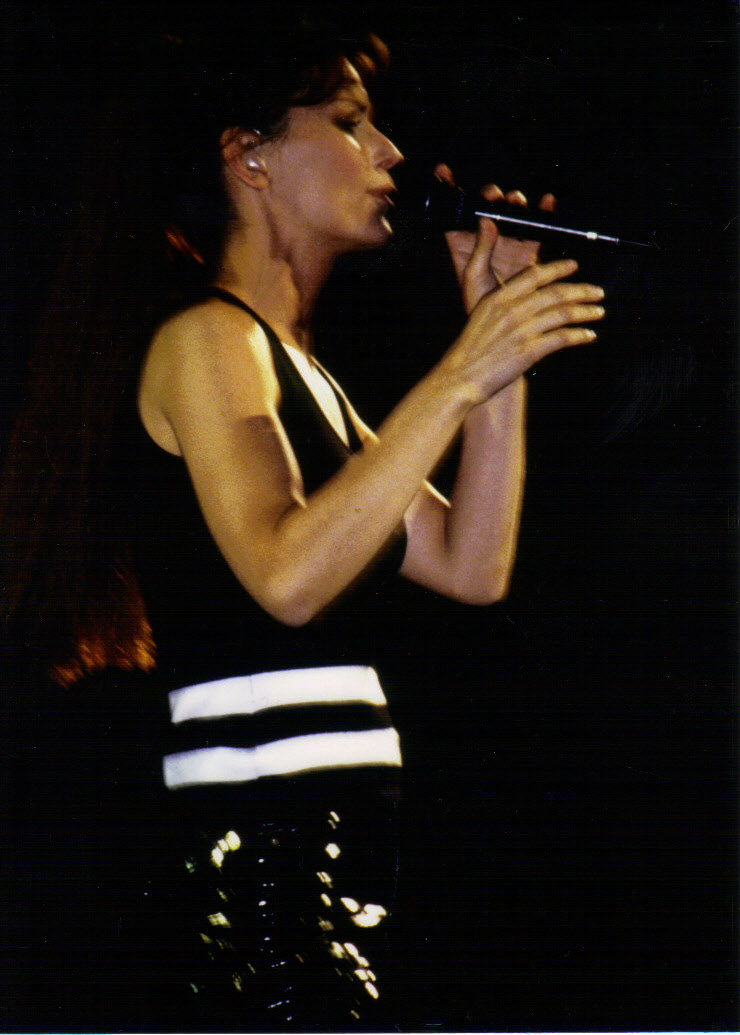
Shania Twain si esibisce durante il Come On Over Tour.

Il disco riscosse un grande successo commerciale, diventando l'album di musica country più venduto e l'album di un'artista canadese più venduto, nonché uno degli album più venduti nel mondo.
L'album è stato pubblicato in tre diverse versioni: quella originale country uscita nel 1997, e quelle riviste in chiave pop e per il mercato internazionale rispettivamente nel 1998 e nel 1999. Shania Twain supportò l'album attraverso una grande tournée mondiale.
Con Come On Over Shania Twain infranse il suo stesso record: il suo album precedente The Woman in Me era stato certificato disco di diamante negli Stati Uniti, ma il suo successore fu certificato con due dischi di diamante. Sebbene complessivamente abbia venduto circa 20 milioni di copie negli Stati Uniti, una cifra esorbitante, Come On Over debuttò alla posizione numero 2 della Billboard 200 dietro a Harlem World di Ma$e, con solamente 172 000 copie vendute (e per soltanto 3 000 copie non arrivò in vetta). Ironicamente, a dispetto dei milioni di copie vendute, Come On Over non arrivò mai alla posizione numero 1 in America. Nella sua seconda settimana di permanenza in classifica la vetta era occupata da Barbra Streisand con il suo disco Higher Ground. La RIAA tuttavia aveva già certificato l'album Come on Over 2 volte platino nel dicembre 1997. Per le 62 settimane successive vendette costantemente nientemeno che 100 000 copie a settimana. La settimana in cui vendette più copie fu la 110ª dopo la sua pubblicazione, sotto Natale 1999, occasione in cui furono acquistate 355 000 copie e l'album tornò alla posizione numero 10. Furono 54 le settimane passate dall'album nella top 10 americana e 127 quelle passate, ininterrottamente, nella top 40.
Come On Over è il secondo album più venduto negli Stati Uniti d'America secondo i dati Nielsen SoundScan, secondo solo all'omonimo album dei Metallica, con uno scarto di appena 294 000 copie, assai poche per i dati di vendita statunitensi.
L'album della Twain detiene il record di più settimane trascorse nella top 20 della Billboard 200, 112.
L'album rimase per ben 11 settimane alla posizione numero 1 nel Regno Unito.
Come On Over è uno degli album più venduti di sempre in Australia, dove è certificato 15 volte disco di platino e dove è rimasto alla numero 1 per 19 settimane, e 165 settimane tra i primi 100, cioè per più di tre anni. È ricordato come l'album di maggior successo degli anni novanta in Australia.
Per 110 settimane (oltre 2 anni) Come On Over fu l'album più acquistato in Canada secondo la classifica country, mentre negli Stati Uniti, nella classifica Billboard Country album rimase in vetta per 50 settimane, stabilendo un record.
A livello mondiale, Come On Over ha venduto 3,4 milioni di copie nel 1997, 8,9 milioni nel 1998 e oltre 15,2 milioni di copie nel 1999, resistendo ancora nel 2000, a tre anni di distanza dalla pubblicazione, vendendo altri 6,4 milioni di copie e arrivando ad un totale di 39 milioni.

## Classifiche

### Classifiche settimanali
| Classifica (1997-22) | Posizione massima |
| -------------------- | ----------------- |
| Australia            | 1                 |
| Austria              | 4                 |
| Belgio (Fiandre)     | 1                 |
| Belgio (Vallonia)    | 4                 |
| Canada               | 1                 |
| Danimarca            | 1                 |
| Europa               | 1                 |
| Finlandia            | 6                 |
| Francia              | 4                 |
| Germania             | 8                 |
| Grecia               | 57                |
| Irlanda              | 1                 |
| Italia               | 20                |
| Norvegia             | 1                 |
| Nuova Zelanda        | 1                 |
| Paesi Bassi          | 1                 |
| Portogallo           | 4                 |
| Regno Unito          | 1                 |
| Spagna               | 12                |
| Stati Uniti          | 2                 |
| Sudafrica            | 3                 |
| Svezia               | 4                 |
| Svizzera             | 4                 |
| Taiwan               | 5                 |
| Ungheria             | 24                |

### Classifiche di fine anno
| Classifica (1997) | Posizione |
| ----------------- | --------- |
| Stati Uniti       | 195       |
| Classifica (1998) | Posizione |
| Australia         | 7         |
| Nuova Zelanda     | 21        |
| Paesi Bassi       | 43        |
| Regno Unito       | 67        |
| Stati Uniti       | 5         |
| Classifica (1999) | Posizione |
| Australia         | 1         |
| Austria           | 20        |
| Belgio (Fiandre)  | 2         |
| Belgio (Vallonia) | 65        |
| Danimarca         | 3         |
| Germania          | 39        |
| Nuova Zelanda     | 1         |
| Paesi Bassi       | 3         |
| Regno Unito       | 1         |
| Stati Uniti       | 3         |
| Svizzera          | 19        |
| Classifica (2000) | Posizione |
| Australia         | 46        |
| Belgio (Fiandre)  | 21        |
| Belgio (Vallonia) | 18        |
| Danimarca         | 72        |
| Francia           | 9         |
| Germania          | 98        |
| Italia            | 73        |
| Nuova Zelanda     | 35        |
| Paesi Bassi       | 41        |
| Regno Unito       | 20        |
| Stati Uniti       | 20        |
| Svizzera          | 20        |
| Classifica (2001) | Posizione |
| Francia           | 100       |

### Classifiche di fine decennio
| Classifica (1990–99) | Posizione |
| -------------------- | --------- |
| Stato Uniti          | 3         |
| Classifica (2000-09) | Posizione |
| Stato Uniti          | 158       |

### Classifiche di tutti i tempi
| Classifica (1963-2021) | Posizione |
| ---------------------- | --------- |
| Regno Unito            | 15        |
| Stati Uniti            | 14        |
| Svizzera               | 72        |